# 三嶋田神社
三嶋田神社（みしまだじんじゃ）は、京都府京丹後市久美浜町にある神社。式内社の三島田神社（みしまたのじんじゃ）に比定される。社格は旧郷社。
本殿が京丹後市指定文化財に指定されている。

## 祭神
主祭神
- 大山祇命[1]

## 歴史
孝霊天皇の時代、武諸隅命が川上谷の生嶋に大山祇命・上津綿津見命・表筒男命を奉って三嶋神社としたとされる。あるいは、『丹後舊事記』によると、垂仁天皇の時代に河上摩須が勧請したと風土記にあるという。なお、丹後国風土記自体は散逸しており現存しない。
延喜式神名帳における熊野郡の式内小社三島田神社に比定される。
南北朝時代、足利尊氏の庇護を受け、その後も野村氏の崇敬を受け隆盛した。
江戸時代には三嶋田大明神と呼ばれた。天保13年（1842年）には金谷村の宮大工が本殿を造営した。
近代社格制度においては、当初は村社に指定され、1875年（明治8年）には郷社に昇格した。

## 文化財

### 市指定文化財
- 三嶋田神社本殿
  - 天保13年（1842年）建造[5]。比較的珍しい三間社であり、丹後半島では屈指の本殿とされる[2]。彫刻は6代中井権次正貞（中井権次一統）の作である。1991年（平成3年）7月15日指定[5]。

- 三嶋田神社石造物（石造地蔵菩薩立像・石造釈迦如来立像・石造聖観世音菩薩立像）
  - 石造地蔵菩薩立像と石造観世音菩薩立像は室町時代の作であり、石造釈迦如来立像は永享12年（1440年）の銘がある[5]。丹後では数少ない室町時代中期の在銘石造物である[6]。2020年（令和2年）9月1日指定[5]。

### 市指定文化財環境保全地区
- 三嶋田神社環境保全地区
  - 1991年（平成3年）7月15日指定[5]。